# Ina Caro
Ina Caro es una autora estadounidense, historiadora medieval y escritora de viaje. Es la autora de The Road from the Past: Traveling Through History in France y Paris to the Past: Traveling through French History by Train. Está casada con Robert Caro, y ha sido su única asistente de investigación para sus libros.

## Biografía
Caro nació como Ina Joan Sloshberg. Se casó con Robert Caro en 1957, mientras era una estudiante en el Connecticut College. Se graduó de la Columbia University School of General Studies en 1962.
Mientras ella y su marido trabajaban en The Power Broker (1974), trabajó también como una profesora suplente y vendió su casa para que pudiera haber suficiente dinero para sostenerlos mientras el libro se terminaba. Se mudaron al Bronx y ella siguió apoyándolo en la investigación para sus libros, como su única asistente de investigación. A finales de los años 1970, se mudaron a Texas por tres años para investigar al presidente Johnson para el libro The Years of Lyndon Johnson.
Es la autora de The Road from the Past: Traveling Through History in France, una historia persona de un tour manejando por Francia que fue publicado por primera vez en 1994. En el 2011, ella lanzó la secuela Paris to the Past: Traveling through French History by Train, que también combina historia y escritura de viaje, cubriendo 700 años de historia francesa a través de los viajes por tren de la autora.

## Vida personal
Ina Caro vive con su esposo en Nueva York. Ellos tienen un único hijo, Chase.

## Libros
- The Road from the Past: Traveling Through History in France (Doubleday, 1994)
- The Road from the Past: Traveling Through History in France (Mariner Books, 1996)
- Paris to the Past: Traveling Through French History by Train  (W.W. Norton, 2011)[17]